# Els tres tambors
Els tres tambors (en castellano Los tres tamborileros) es una canción tradicional catalana de origen desconocido muy popular y extendida en Cataluña. Según las investigaciones del pedagogo e historiador Oriol Martorell, puede que el origen sea provenzal. La letra explica, irónicamente, la historia amorosa entre el más pequeño de los tamborileros y la hija del rey.